# 古ノルド語
古ノルド語（こノルドご、norrǿnt mál、 英語: Old Norse, ON）とは、インド・ヨーロッパ語族ゲルマン語派北ゲルマン語群に属する言語である。古北欧語（こほくおうご）とも。
一般には、8世紀から14世紀にかけて、スカンディナヴィア人やスカンディナヴィア出身の入植者たちによって用いられていたであろう言語を指す。時代区分を2世紀から8世紀とする文献もある。
アイスランド語の書物『グラーガース』は、スウェーデン人、ノルウェー人、アイスランド人、デンマーク人がdǫnsk tungaと呼ばれる同一の言語を話していた、と記している。スウェーデンやデンマークといった、東部の方言を話していた人々は、自身の言葉をdǫnsk tunga（デーン人の言語）あるいはnorrǿnt mál（北方人の言葉）と呼んでいた。
ノヴゴロドのノルマン人の集落では13世紀まで古ノルド語が使用された。

## 歴史
古ノルド語は、8世紀にノルド祖語から発展して生まれた言語である。
時系列上、「祖語」の時代と、さらに分化の進んだ後代とに大別できる。
- ヴァイキング時代（英語版）（8世紀-11世紀） – 東スカンディナヴィア祖語、西スカンディナヴィア祖語
- 中世盛期（11世紀以後） – 古デンマーク語（デンマーク語版）、古スウェーデン語（英語版）、古ノルウェー語（英語版）、古アイスランド語（ドイツ語版）、古ゴットランド語などの諸方言

ヴァイキング時代以後は、徐々に現在の北ゲルマン語群（アイスランド語、フェロー語、ノルウェー語、デンマーク語、スウェーデン語）へと分かれていった。
表記は、古くはルーン文字が用いられていた。2世紀から11世紀にかけて多くのルーン文字碑文が残されている（ルーン石碑、黄金の角など）。しかし、北欧のキリスト教化に伴い、次第にラテン文字が用いられるようになる。アイスランドやノルウェーでは多くのサガや詩（古エッダ、スカルド詩）がラテン文字で書かれた。

## 方言
古ノルド語の方言の内、最も話者が多かったのは古東ノルド語 (Old East Norse, OEN)であり、現代のデンマークからスウェーデンにあたる地域で話されていた。それに対し、中世アイスランド期に書かれた文書の中では、古アイスランド語と古ノルウェー語が用いられた。これらは古西ノルド語 (Old West Norse, OWN)から派生した方言である。
この2つの方言の間に明確な地理的境界線は無かった。古東ノルド語の特徴がノルウェー西部で見出されたことも、反対に古西ノルド語の特徴がスウェーデン東部で見出されたこともあった。
古ゴットランド語 (Old Gutnish) を3番目の方言として挙げる者もいる。この方言はほとんど知られていないため、ときに古東ノルド語に含めて語られるが、彼らはこの方言が古西ノルド語と古東ノルド語の両方の特徴を併せ持ち、またこの方言がそれ自体で発展してきたという理由で、もう一つの方言であるとみなしている。

## 他言語との関係
古ノルド語の話者は、古英語や古ザクセン語、古低フランコニア語の話者と互いに意思疎通ができた、と主張する者もいる。しかし、この主張はやや誇張されているかもしれない。
現代のアイスランド語話者は古ノルド語で書かれた文章を理解することができる、とよくいわれる。なぜならば、アイスランド語は最も古ノルド語に近いとされ、現代アイスランド語の書き文字は、古ノルド語と現代アイスランド語の音素体系に基づいており、文法や語順・綴りにおいて、古ノルド語と現代アイスランド語との間にほとんど違いがないからだという。しかしながら、発音、特に母音の音素については、少なくとも他の北ゲルマン語群と同じくらい、変わってしまっている。
フェロー語は古ノルド語との類似点を多く残しているが、それでもデンマーク語やノルウェー語、ゲール語（スコットランド・ゲール語、アイルランド・ゲール語）の影響を受けている。
スウェーデン語、デンマーク語、ノルウェー語は最もかけ離れてしまっているが、それでも未だに相互理解可能性 (mutual intelligibility) を保持しているという（端的に言えば、相手の言語を初めて聞いたときでも、ある程度理解できるということ）。なぜそれが可能かというと、これらの言語は互いに影響を及ぼし合っており、またいずれも中低ドイツ語の影響下で似たような発展を遂げてきたからだという。
8世紀から10世紀にかけてヴァイキングがグレートブリテン島を侵略したことによって、古英語期の英語に影響を与えている。例えば、語頭に sk- をもつ単語（sky, skin, skirtなど）や、語頭に /gi-/, /ge-/ と発音する gi-, ge- をもつ単語（give, getなど）は、ほとんどが古ノルド語に由来する語である。また、三人称複数代名詞 "they" も古ノルド語由来の語である。
同じく東ヨーロッパに進出したヴァイキングも人名などで東スラヴ語群に影響を残している。ヘルギからオレグ、イングヴァルからイーゴリ、ヴァルデマールからウラジーミル等である。また、ルーシもノルマン人の部族ルーシ族から取られたとも言われている。

## 音韻

### 母音
母音の音素は、その多くが長母音と短母音の組となっている。
|            | 前舌母音   | 前舌母音 | 前舌母音 | 前舌母音   | 後舌母音   | 後舌母音 | 後舌母音 | 後舌母音 |
| 非円唇母音 | 非円唇母音 | 円唇母音 | 円唇母音 | 非円唇母音 | 非円唇母音 | 円唇母音 | 円唇母音 |          |
| 短母音     | 長母音     | 短母音   | 長母音   | 短母音     | 長母音     | 短母音   | 長母音   |          |
| ---------- | ---------- | -------- | -------- | ---------- | ---------- | -------- | -------- | -------- |
| 狭母音     | i          | iː       | y        | yː         |            |          | u        | uː       |
| 中央母音   | e          | eː       | ø        | øː         |            |          | o        | oː       |
| 広母音     |            | æː       |          |            | a          | aː       | ɒ        | (ɒː)     |

/y, yː, o, oː, e/ の一部と、/aː/ のほとんどは、それぞれ /u, uː, o, oː, a, aː/ からのI-ウムラウトによって生まれたものである。
/y, yː, o, oː/ の一部と、/ɒ, ɒː/ のほとんどは、それぞれ /i, iː, e, eː, a, aː/ からのU-ウムラウトによって生まれたものである。
円唇後舌広母音の長音 /ɒː/ は古典期の古ノルド語の文章には登場しない。この音はおそらく古ノルド語が生まれた初期の段階にのみ存在し、古典期に至る前に /aː/ に統合されたのだろう。

### 子音
古ノルド語には6つの破裂音がある。/p/ が語頭にくることはほとんど無く、/d/ と /b/ は2つの母音の間には現れない。なぜならばこれらはゲルマン祖語における摩擦音の異音だからである（たとえば母音間では */b/ は /v/ となる）。/g/ は語中または語末において、それが長子音である場合を除き [ɣ] として発音された。また [x] は、/k/ および /g/ が /s/ または /t/ の直前にあるときにとる異音である。
|          | 唇音  | 歯音  | 歯茎音 | 硬口蓋音 | 軟口蓋音 | 声門音 | 両唇軟口蓋音 |
| -------- | ----- | ----- | ------ | -------- | -------- | ------ | ------------ |
| 破裂音   | p b   | t d   |        |          | k g      |        |              |
| 鼻音     | m     | n     |        |          | (ŋ)      |        |              |
| ふるえ音 |       |       | r      |          |          |        |              |
| 摩擦音   | f (v) | θ (ð) | s      |          | (x) (ɣ)  | h      |              |
| 接近音   |       |       |        | j        |          |        | w            |
| 側面音   |       |       | l      |          |          |        |              |

## 正書法
ノルド祖語が古北欧型ルーン文字（Elder Futhark、古フサルク）を用いて表されていたのに対し、古ノルド語は（ルーン文字を用いて書かれる場合）ヴィーキング時代型ルーン文字（Younger Futhark、新フサルク）を用いて記述された。新フサルクには16の字母しかなく、そのため1種の文字が複数の音素を表すのに共用された。例えば母音 u を表すルーン文字は、他の母音 o, ø, y にも用いられた。同様に i を表すルーン文字は e にも用いられた。12世紀頃からは27の字母からなる中世型ルーン文字（Medieval runes）が用いられるようになった。
ラテン文字を用いた記述法については、中世期には標準化された正書法といったものは存在していなかった。例えば長母音を表すのに、母音の上にアキュート・アクセントを用いて示される（例: a → á）こともあれば、母音を二つ重ねて表記する（例: a → aa）ことや、何も印が付けられないこともあった。19世紀になって、古ノルド語の標準綴字法（standardized Old Norse spelling、標準正規化法 standardized normalization などとも）が作られた。その大部分は音素に従ったものである。最も大きな変更点は、位置異音であり音素論的には区別の無かった無声歯摩擦音 [θ] と有声歯摩擦音 [ð] を、それぞれ þ, ð と書き分けるようになったことである。ルーン碑文のような最古のテキストでは、もっぱら þ のみが用いられていた。長母音の表し方にはアキュート・アクセントを採用した。これら以外の字母には、各音素（に近い音声）に対応する国際音声記号と同様の文字を多く採用した。
留意すべき事は、実際に古ノルド語が使われていた時代に、正書法といったものはまだ確立していなかったという事である。また写本特有の略字 (abbreviation) や異体字 (variant) も頻繁に使われていた。現在私たちが目にする「古ノルド語のテキスト」は、多くの場合、実際のテキストの翻刻・校訂時に現代の正書法に直されたものである。また、その「正書法」自体も、校訂者・出版年によってばらつきがある。
以下に、8世紀-14世紀の当時に各音素を表すのに用いられていた文字を挙げる。また、現代の標準正規化綴字法において各音素をどの文字で表すかも併記した。
| 音素 | 9世紀-10世紀前後 （ルーン文字） | 11世紀-13世紀前後 （ルーン文字） | 12世紀-14世紀前後 （ラテン文字） | 標準正規化綴字法 |
| ---- | ------------------------------- | -------------------------------- | -------------------------------- | ---------------- |
| /p/  | ᛒ                               | ᛔ, ᛕ                             | p                                | p                |
| /b/  | ᛒ                               | ᛒ                                | b                                | b                |
| /f/  | ᚠ                               | ᚠ                                | f                                | f                |
| /v/  | ᚠ                               | ᚡ                                | f, ff, u, ffu                    | f                |
| /t/  | ᛏ                               | ᛐ                                | t                                | t                |
| /d/  | ᛏ                               | ᛑ                                | d                                | d                |
| /θ/  | ᚦ                               | ᚦ                                | þ, th                            | þ                |
| /ð/  | ᚦ                               | ᚧ                                | þ, th                            | ð                |
| /s/  | ᛋ                               | ᛌ                                | s                                | s                |
| /ts/ | ᛋ                               | ᛌ                                | s, z                             | z                |
| /k/  | ᚴ                               | ᚴ                                | k, c                             | k                |
| /ɡ/  | ᚴ                               | ᚵ                                | g                                | g                |
| /ɣ/  | ᚴ                               | ᚵ                                | g, gh                            | g                |
| /h/  | ᚼ                               | ᚼ                                | h                                | h                |
| /m/  | ᛘ                               | ᛘ                                | m                                | m                |
| /n/  | ᚾ                               | ᚿ                                | n                                | n                |
| /r/  | ᚱ                               | ᚱ                                | r                                | r                |
| /ɽ/  | ᛦ                               | ᛧ                                | r                                | r                |
| /l/  | ᛚ                               | ᛚ                                | l                                | l                |
| /j/  | ᛁ                               | ᛁ                                | i, j                             | j                |
| /w/  | ᚢ                               | ᚢ                                | u, v, ƿ, ꝩ                       | v                |

| 音素          | 9世紀-10世紀前後 （ルーン文字） | 11世紀-13世紀前後 （ルーン文字） | 12世紀-14世紀前後 （ラテン文字） | 標準正規化綴字法 |
| ------------- | ------------------------------- | -------------------------------- | -------------------------------- | ---------------- |
| /iː/          | ᛁ                               | ᛁ                                | i, ii, í                         | í                |
| /i/           | ᛁ                               | ᛁ                                | i                                | i                |
| /i/（無強勢） | ᛁ                               | ᛁ , ᛅ                            | i, e, æ                          | i                |
| /eː/          | ᛁ                               | ᚽ                                | e, ee, é, æ, ææ                  | é                |
| /e/           | ᛁ, ᛁᚬ                           | ᛅ                                | e, æ                             | e                |
| /æː/          | ᛅ, ᚬ                            | ᛅ                                | æ, ææ, ę, ǽ                      | æ                |
| /æ/           | ᛅ, ᚬ                            | ᛅ                                | e, ę, æ                          | e                |
| /ɑː/          | ᛅ, ᚬ                            | ᛆ                                | a, aa                            | á                |
| /ɑ/           | ᛅ, ᚬ                            | ᛆ                                | a                                | a                |
| /ɑ/（無強勢） | ᛅ, ᚬ                            | ᛆ                                | a, æ                             | a                |
| /yː/          | ᚢ                               | ᚤ, ᛦ                             | y, yy                            | ý                |
| /y/           | ᚢ                               | ᚤ, ᛦ                             | y                                | y                |
| /øː/          | ᚢ                               | ᚯ                                | ø, øø, ǿ, ö                      | œ                |
| /ø/           | ᚢ , ᛅᚢ                          | ᚯ                                | ø, ö                             | ø                |
| /uː/          | ᚢ                               | ᚢ                                | u, uu, ú                         | ú                |
| /u/           | ᚢ                               | ᚢ                                | u                                | u                |
| /u/（無強勢） | ᚢ                               | ᚢ, ᚮ                             | u, o                             | u                |
| /oː/          | ᚢ                               | ᚮ                                | o, oo, ó                         | ó                |
| /o/           | ᚢ                               | ᚮ                                | o                                | o                |
| /ɒː/          | ᛅ, ᛅᚢ                           | ᛆ                                | a, aa, á, o, ó, ǫ́                | á                |
| /ɒ/           | ᛅ, ᛅᚢ                           | ᛆ                                | W ǫ, o / E a, ø                  | ǫ                |
| /juː/         | ᛁ ᚢ                             | ᛁ ᚢ                              | iu, iú                           | jú               |
| /joː/         | ᛁ ᚢ                             | ᛁ ᚢ                              | W io, ió / E iu                  | jó               |
| /jɒ/          | ᛁ ᛅ                             | ᛁ ᛆ                              | W io, iǫ / E io, iø              | jǫ               |
| /jɑ/          | ᛁ ᛅ                             | ᛁ ᛆ                              | ia                               | ja               |
| /æi/          | ᛅᛁ                              | ᛅᛁ / ᚽ                           | W ei / E e, ee                   | ei               |
| /ɒu/          | ᛅᚢ                              | ᛆᚢ / ᚯ                           | W au / E ø, øø                   | au               |
| /ɐy/          | ᛅᚢ                              | ᛆᚢ / ᚯ                           | W ey / E ø, øø                   | ey               |

### アルファベット
現在一般的に流通しているテキスト（正規化された文章）において用いられているアルファベットについて解説する。ただし、文献・テキストによって別のアルファベットを採用している場合も多いため、その文献・テキストにおける規則を確認すること。
一般に、古ノルド語のラテン文字アルファベットは以下の29文字である。
| 大文字 | A | B | D | Ð | E | F | G | H | I | J | K | L | M | N | O | P | R | S | T | U | V | X | Y | Z | Þ | Æ | Œ | Ø | Ǫ |
| 小文字 | a | b | d | ð | e | f | g | h | i | j | k | l | m | n | o | p | r | s | t | u | v | x | y | z | þ | æ | œ | ø | ǫ |

さらにこれらに、アキュート・アクセント付きの母音字が6種加えられる。
| 大文字 | Á | É | Í | Ó | Ú | Ý |
| 小文字 | á | é | í | ó | ú | ý |

Ǫ/ǫ の代わりに Ö/ö, Œ/œ の代わりに Ǿ/ǿ が用いられていることもある。また古い発音を表すのに ǫ́ が用いられることもある。Ę/ę や Ǫ̈/ǫ̈ といった字母を採用している書籍もある。
資料によっては C/c, Q/q, W/w が用いられていることもある。
一時期 /u/, /v/, /w/ の音を表すのに、ルーン文字の ᚹ (Wynn) から作られた文字ヴェンドが用いられた。
ts や ðs の簡略表記として z が、ks の簡略表記として x が用いられることがある。
ルーン文字 ᛦ （ イール）をラテン文字に転写するさい、ʀ という文字を使うことがある。 

### 綴りごとの発音
以下に、現在一般的に流通しているテキスト（正規化された文章）において、各字母がどの音素に対応しているかを解説する。ただし、文献・テキストによって正規化の流儀が異なっている場合も多いため、その文献・テキストにおける規則を確認すること。
しかし現代のアイスランド語話者は一般に、古ノルド語・古アイスランド語の文章でも現代アイスランド語の発音に従って読んでいる（現代の日本語話者が古文を読むときでも現代語の発音を用いるのと同じようなものである）。古ノルド語（古アイスランド語）と現代アイスランド語で、単語の綴りはほとんど変化がないのに対し、発音は大きく変化している。
母音字は、以下のような長母音・短母音の対応関係がある。
| 短母音 | 短母音 | 長母音 | 長母音 |
| 綴り   | 発音   | 綴り   | 発音   |
| ------ | ------ | ------ | ------ |
| a      | /ɑ/    | á      | /ɑː/   |
| e      | /e/    | é      | /eː/   |
| i      | /i/    | í      | /iː/   |
| o      | /o/    | ó      | /oː/   |
| u      | /u/    | ú      | /uː/   |
| y      | /y/    | ý      | /yː/   |
| -      | -      | æ      | /æː/   |
| ø      | /ø/    | œ (ǿ)  | /øː/   |
| ǫ (ö)  | /ɒ/    | -      | -      |

古ノルド語では、長母音は単に短母音の二倍の長さで発音すればよい（現代アイスランド語では、例えば a の発音は /a(ː)/, á の発音は /au/ といったように、綴りの長短と発音の長短が単純な対応関係ではなくなっている）。表にもあるように、ǫ に対応する長母音と æ に対応する短母音は存在しない。
i と y（í と ý）は、現代アイスランド語では同一の音に収斂しているが、古ノルド語（古アイスランド語）期では別の音を表していた。
母音の前に i, u が来た場合、一般に半母音 /j/, /w/ の音価を持ち、j, v と書かれることも多い（例: fiall → fjall /fjall/）。
またこれらに加えて、二重母音が3つある。
| 綴り | 発音 | 備考    |
| ---- | ---- | ------- |
| ei   | /æi/ | (æ + i) |
| au   | /ɒu/ | (ǫ + u) |
| ey   | /ɐy/ |         |

子音字は、基本的にローマ字読みをすればよい。
| 綴り | 発音 | その音になる条件                                                           |
| ---- | ---- | -------------------------------------------------------------------------- |
| b    | /b/  | -                                                                          |
| d    | /d/  | -                                                                          |
| ð    | /ð/  | -                                                                          |
| f    | /f/  | 語頭 (f-); または下記以外                                                  |
| f    | /v/  | 語中で母音に挟まれたとき (VfV); 有声子音の直前 (-fn, -fr, etc.); 語末 (-f) |
| g    | /g/  | 語頭 (g-); n の直後 (ng)                                                   |
| g    | /x/  | 無声子音の直前 (gs, gt, etc.)                                              |
| g    | /ɣ/  | 語中で母音に挟まれたとき (VgV); 有声子音の直前; 語末 (-g)                  |
| h    | /h/  | -                                                                          |
| j    | /j/  | -                                                                          |
| k    | /k/  | -                                                                          |
| k    | /x/  | 無声子音の直前 (ks, kt, etc.)                                              |
| l    | /l/  | -                                                                          |
| m    | /m/  | -                                                                          |
| n    | /n/  | -                                                                          |
| n    | /ŋ/  | g または k の直前 (ng, nk)                                                 |
| p    | /p/  | -                                                                          |
| r    | /r/  | -                                                                          |
| s    | /s/  | -                                                                          |
| t    | /t/  | -                                                                          |
| v    | /v/  | -                                                                          |
| x    | /xs/ | -                                                                          |
| z    | /ʦ/  | -                                                                          |
| þ    | /θ/  | -                                                                          |
| c    | /k/  | -                                                                          |
| q    | /k/  | -                                                                          |
| w    | /w/  | -                                                                          |

同じ子音字が二つ続くと長子音になる（例: -t- /t/ → -tt- /tː/）。古ノルド語（古アイスランド語）期の発音では、単に二倍の長さで発音すればよい（現代アイスランド語では、kk, pp, tt は前気（pre-aspirate）し（例: -p- /p/ → -pp- /ʰp/）、ll は /tl/ と発音される）。

### 綴りの変化
古ノルド語の文章がラテン文字を用いて表されるようになったのは12世紀以降であり、この時期（およそ1150年から1350年頃の間）のことをclassical period（古典期）と呼ぶ。
c, q, w は一部地域を除いて古典期の文章ではほとんど表れなかった。qは古典期の文章では常にquの形で表れ、しばしばkvと書かれることもあった。
古典期以後母音挿入が起こり、r以外の子音とrが連続しているときに、その間にuが入るようになった（例: armr → armur）。
約1250年頃から、有声の「þ」を「ð」と表記するようになった。
固有名詞などで、古ノルド語の ǫ は現代アイスランド語では一般に ö を用いて表される（例: Vǫlspá → Völuspá）。

## 文法
古ノルド語は強い屈折語である。この文法的な複雑さの大部分は現代アイスランド語にも受け継がれている。それに対し、現代ノルウェー語では文法体系はかなり簡略化されたものとなっている。

### 名詞
古ノルド語の名詞は男性、女性、中性の3つの性を持っていた。また名詞、形容詞、代名詞は、主格、属格、与格、対格の4つの格に曲用された。さらにそれぞれに数の違いがあった。一部の代名詞（一人称および二人称）には、単数と複数に加えて双数形があったという。
それぞれの性において、曲用のしかたによって名詞をいくつかに分類することができる。例えば名詞は語幹によって5つに分けられ、また形容詞は強変化と弱変化に分けられる。下の語形変化はそのうちの代表的な一例である。
| 男性名詞 armr（英: arm） | 男性名詞 armr（英: arm） | 男性名詞 armr（英: arm） |
| 格                       | 単数                     | 複数                     |
| ------------------------ | ------------------------ | ------------------------ |
| 主格                     | armr                     | armar                    |
| 属格                     | arms                     | arma                     |
| 与格                     | armi                     | ǫrmum/armum              |
| 対格                     | arm                      | arma                     |

| 女性名詞 hǫll (OWN), hall (OEN)（英: hall） | 女性名詞 hǫll (OWN), hall (OEN)（英: hall） | 女性名詞 hǫll (OWN), hall (OEN)（英: hall） |
| 格                                          | 単数                                        | 複数                                        |
| ------------------------------------------- | ------------------------------------------- | ------------------------------------------- |
| 主格                                        | hǫll/hall                                   | hallir/hallar (OEN)                         |
| 属格                                        | hallar                                      | halla                                       |
| 与格                                        | hǫllu/hallu                                 | hǫllum/hallum                               |
| 対格                                        | hǫll/hall                                   | hallir/hallar (OEN)                         |

| 中性名詞 troll（英: troll） | 中性名詞 troll（英: troll） | 中性名詞 troll（英: troll） |
| 格                          | 単数                        | 複数                        |
| --------------------------- | --------------------------- | --------------------------- |
| 主格                        | troll                       | troll                       |
| 属格                        | trolls                      | trolla                      |
| 与格                        | trolli                      | trollum                     |
| 対格                        | troll                       | troll                       |

定冠詞は接尾辞を用いて表された。
- troll （英: a troll） - trollit （英: the troll）
- hǫll （英: a hall） - hǫllin （英: the hall）
- armr （英: an arm） - armrinn （英: the arm）